# Radio 1 (Norge)
Radio 1 är en norsk radiostationskedja som sänder i Oslo, Bergen, Stavanger och Trondheim.
Kedjan ägs av SBS Radio Norge.